# Getal van Rossby
Het getal van Rossby is een dimensieloos getal dat wordt gebruikt in de geofysica, bij oceanografische en atmosferische verschijnselen en dat de verhouding tussen impuls en corioliskracht weergeeft.
{\displaystyle Ro={\frac {v}{2\omega l\sin {\varphi }}}}
v = snelheid [m s−1]
ω = hoeksnelheid van vloeistof [rad s−1]
l = karakteristieke lengte [m]
φ = breedtegraad [rad]
Het getal is genoemd naar de Zweedse wetenschapper Carl-Gustaf Rossby.

## Afleiding en interpretatie
In theorie, als alleen het corioliseffect een rol speelt en alle andere horizontale krachten genegeerd worden, zou een bewegend object op aarde dat zijn momentum behoudt in een inerte cirkel blijven rondgaan. In dat geval, werken als enige twee krachten de corioliskracht en de middelpuntvliedende kracht op het voorwerp, zodat 
{\displaystyle {\frac {mv^{2}}{r}}=mfv}
f  = coriolisparameter (f= 2ω sinφ) [rad s−1]
r = radius [m]
Het delen van de twee zijden levert het rossbygetal op
{\displaystyle Ro={\frac {v}{fr}}}
De radius hangt af van de snelheid en breedtegraad:
{\displaystyle r={\frac {v}{f}}}
De periode van de inerte cirkel kan ook berekend worden
{\displaystyle T={\frac {2\pi }{f}}={\frac {12{\text{ uur}}}{\sin {\varphi }}}}
en hangt dus alleen af van de breedtegraad.
De teller van het rossbygetal staat voor de traagsheidskrachten die belangrijker zijn bij een hogere snelheid, terwijl de noemer staat voor de corioliskracht. Als het getal groot is, dan kan het corioliseffect verwaarloosd worden. Dit is het geval in de meeste toepassingen van de stromingsleer, maar door de grotere karakteristieke lengteschaal van veel fenomenen in de atmosfeer en oceaan speelt de corioliskracht daar vaak wel een belangrijke rol.
Archimedes ·
Atwood ·
Bagnold ·
Bejan ·
Biot ·
Bond ·
Brinkman ·
capillair getal ·
Cauchy ·
Damköhler ·
Darcy ·
Dean ·
Deborah ·
Eckert ·
Ekman ·
Eötvös ·
Euler ·
Froude ·
Galilei ·
Graetz ·
Grashof ·
Görtler ·
Hagen ·
Iribarren ·
Keulegan-Carpenter ·
Knudsen ·
Laplace ·
Lewis ·
Mach ·
Marangoni ·
Morton ·
Nusselt ·
Ohnesorge ·
Péclet ·
Prandtl ·
Rayleigh ·
Reynolds ·
Richardson ·
Roshko ·
Rossby ·
Rouse ·
Schmidt ·
Sherwood ·
Shields ·
Stanton ·
Stokes ·
Strouhal ·
Stuart ·
Suratman ·
Taylor ·
Ursell ·
Weber ·
Weissenberg ·
Womersley